# Голубенко, Валентина Валерьевна
Валентина Валерьевна Голубенко (род. 29 июля 1990, Волгоград) — эстонская и хорватская шахматистка, гроссмейстер среди женщин, чемпионка мира по шахматам 2008 года в возрасте до 18 лет. Большую часть жизни проживает в Кохтла-Ярве.
26-кратная чемпионка Эстонии:
- 3-кратная чемпионка Эстонии среди девочек до 10 лет (1998—2000);
- чемпионка Эстонии среди мальчиков до 10-ти лет (1999);
- 5-кратная чемпионка Эстонии Д12 (1998—2002);
- 4-кратная чемпионка Эстонии Д14 (2001—2004);
- 2-кратная чемпионка Эстонии Д16 (2003—2004);
- чемпионка Эстонии Д18 (2004);
- 6-кратная чемпионка Эстонии по быстрым шахматам (среди девушек до 18 в 2001—2005 и среди юношей до 18 в 2007);
- чемпионка Эстонии в составе юношеской команды Кохтла-Ярве (2003) и на доске среди девушек — в 2003 и 2004.

Поскольку Валентина Голубенко гражданка России, ей не разрешают выступить за Эстонию. С согласия ФИДЕ она играет за Хорватию.
В составе сборной Хорватии участница следующих соревнований:
- 4 Всемирные шахматные олимпиады (2008—2014);
- 4 командных чемпионата Европы (2007—2011, 2017).

Участница 5-и личных чемпионатов Европы (2005, 2007—2008, 2014, 2017).

## Изменения рейтинга
| Графики недоступны из-за технических проблем. См. информацию на Фабрикаторе и на mediawiki.org. |